# Serpula watsoni
Serpula watsoni är en ringmaskart som beskrevs av Willey 1905. Serpula watsoni ingår i släktet Serpula och familjen Serpulidae. Inga underarter finns listade i Catalogue of Life.